# Johan Carel Marinus Warnsinck
Johan Carel Marinus Warnsinck (Hoogwoud, 11 november 1882 – Den Haag, 21 juli 1943) was een Nederlandse marineofficier, maritiem historicus en bijzonder hoogleraar maritieme geschiedenis. 

## Jeugd en afkomst
Hij was de zoon van notaris Cornelis Warnsinck en Tettje Halbertsma. Hij bracht zijn schooltijd aan de HBS voor het grootste deel in Utrecht door. Hij woonde daar in bij zijn oom, de Utrechtse hoogleraar, Tj. Halbertsma. 

## Carrière bij de marine
Warnsinck begon in 1899 als adelborst aan de opleiding van het Koninklijk Instituut voor de Marine en werd in 1903 tot officier bij de Koninklijke Marine bevorderd. Uiteindelijk behaalde hij als hoogste rang die van kapitein-ter-zee (1930). Hij diende zowel in Europa als in West- en Oost-Indië. Al tijdens zijn studie had hij een interesse ontwikkeld voor maritieme geschiedenis, geïnspireerd door zeehistoricus en marine-officier Samuel Pierre l'Honoré Naber. Rond 1920 wist hij bij de marine een historisch besef te bewerkstelligen. Hij hield zich bezig met draadloze telegrafie en vooral met hydrografische werkzaamheden. Zo was hij in de periode 1923-25 commandant van het opnamevaartuig Eridanus dat actief was in de Tanimbararchipel nabij westelijk Nieuw-Guinea. Zijn laatste functie bij de marine was vanaf 1926 die van chef van de dienst der draadloze telegrafie en van de opleiding tot elektromonteur. Zoals gebruikelijk in de marine ging hij in 1932 op 50-jarige leeftijd met pensioen. Hij kon zijn tijd nu volledig besteden aan de studie van het Nederlandse maritieme verleden.

## Geschiedkundig werk
Aanvankelijk richtte hij zich vooral op de vlootvoogden tijdens de eerste drie Engelse zeeoorlogen (1652-1674). Daarna richtte hij zich ook op de koopvaardij, ontdekkingsreizen, de scheepsbouw en het zeevaartonderwijs. In 1933 werd er voor hem een privaatdocentschap ingesteld aan de Universiteit van Amsterdam, in 1937 gevolgd door de Universiteit Leiden. In 1939 werd hij benoemd tot bijzonder hoogleraar maritieme geschiedenis aan de Universiteit Utrecht. Daarmee wist hij de maritieme geschiedenis binnen de studie geschiedenis als zelfstandige tak van studie erkend te krijgen.

## Bestuurlijke werkzaamheden
Daarnaast was hij bestuurslid van de Linschoten-Vereeniging en secretaris van de Commissie voor Zeegeschiedenis van de Koninklijke Akademie van Wetenschappen. In 1938 werd hij tot membre associé van de Académie de Marine benoemd.

## Overlijden
Na zijn plotselinge overlijden verscheen een in memoriam J. C. M. Warnsinck van de hand van Willem Voorbeijtel Cannenburg in de periodiek Cultureel Indië.

## Werken
- De retourvloot van Pieter de Bitter (Kerstmis 1664 – najaar 1665) (1929)
- Reisen van Nicolaus de Graaff, gedaan naar alle gewesten des werelds, beginnende 1639 tot 1687 incluis (1930)
- Admiraal de Ruyter, de zeeslag op Schooneveld (1930).
- De geschiedenis van ons zeewezen : rede uitgesproken bij de opening zijner lessen in de geschiedenis van het zeewezen op den 30sten Mei 1933 (1933).
- De vloot van den Koning-Stadhouder 1689-1690 (1934).
- De kweekschool voor de Zeevaart en de Stuurmanskunst, 1785-1935 (1935).
- De wetenschappelijke voorbereiding van onze eerste schipvaart naar Oost-Indië (1936).
- Abraham Crijnssen : de verovering van Suriname en zijn aanslag op Virginië in 1667 (1936).
- Iaerlyck verhael van de verrichtinghen der Geoctroyeerde West-Indische Compagnie in derthien boecken (1931-37)
- Piet Heyn : generaal in dienst der West-Indische Compagnie, luitenant-admiraal van Holland, 1577-1629 (1937)
- De kapiteinsjaren van Maerten Harpertszoon Tromp (1938)
- Drie zeventiende-eeuwsche admiraals : Piet Heyn, Witte de With, Jan Evertsen (1938, 1943, 1976)
- Itinerario : voyage ofte schipvaert van Jan Huygen van Linschoten naer Oost ofte Portugaels Indien, 1579-1592 ; *Dl. 4-5*Reys-gheschrift vande navigatien der Portugaloysers / uitg. door J.C.M. Warnsinck (1939)
- De zeeoorlog van Holland en Zeeland tegen de Wendische steden der Duitse Hanze 1438-1441 (1939)
- Een mislukte aanslag op Nederlands Brazilië, 1639-1640 (1940)
- Twaalf doorluchtige zeehelden (1941)
- De reis om de wereld van Joris van Spilbergen, 1614-1617 (1943)
- Straat- en bochtvaarders : zijnde het korte historiael ende journaels aenteyckeninge van drie voyagiens(1943)